# 13820 Schwartz
13820 Schwartz è un asteroide della fascia principale. Scoperto nel 1999, presenta un'orbita caratterizzata da un semiasse maggiore pari a 3,1060403 UA e da un'eccentricità di 0,1821712, inclinata di 1,22120° rispetto all'eclittica.